# Emilianów (powiat sieradzki)
Emilianów – wieś w Polsce, położona w województwie łódzkim, w powiecie sieradzkim, w gminie Złoczew.
| SIMC    | Nazwa   | Rodzaj                 |
| ------- | ------- | ---------------------- |
| 0722390 | Kita    | część wsi              |
| 0722408 | Lesiaki | część wsi (do 2022 r.) |
| 0722414 | Przerwa | część wsi              |

W latach 1975–1998 miejscowość należała administracyjnie do województwa sieradzkiego.